# Iakob Kajaia
Iakob Kajaia (in georgiano იაკობ ქაჯაია?; Tskhaltubo, 28 settembre 1993) è un lottatore georgiano, specializzato nella lotta greco-romana, vicecampione olimpico ai Giochi di Tokyo 2020.

## Biografia
Ha rappresentato la Georgia ai Giochi olimpici estivi di Rio de Janeiro 2016, dove ha concluso al settimo posto nel torneo dei 130 chilogrammi.
Ai Giochi europei di Minsk 2019 ha gareggiato nella lotta greco-romana categoria fino a 130 chilogrammi, dove ha ottenuto la medaglia d'oro, dopo che il bielorusso Kiryl Hryshchanka, che lo aveva sconfitto in finale, è stato squalificato per doping.
Ai Giochi olimpici di Tokyo 2020, ha vinto la medaglia d'argento nel torneo dei 130 chilogrammi, perdendo in finale contro il cubano Mijaín López.

## Palmarès
| Anno | Manifestazione  | Sede           | Evento | Risultato | Note  |
| ---- | --------------- | -------------- | ------ | --------- | ----- |
| 2014 | Mondiali        | Tashkent       | 130 kg | 10º       |       |
| 2015 | Giochi europei  | Baku           | 130 kg | 5º        |       |
| 2015 | Mondiali        | Las Vegas      | 130 kg | 24º       |       |
| 2016 | Europei         | Riga           | 130 kg | 9º        |       |
| 2016 | Giochi olimpici | Rio de Janeiro | 130 kg | 7º        |       |
| 2018 | Europei         | Kaspijsk       | 130 kg | Bronzo    |       |
| 2019 | Europei         | Bucarest       | 130 kg | Argento   |       |
| 2019 | Giochi europei  | Minsk          | 130 kg | Oro       | [ 1 ] |
| 2019 | Mondiali        | Nur-Sultan     | 130 kg | Bronzo    |       |
| 2021 | Giochi olimpici | Tokyo          | 130 kg | Argento   |       |
| 2021 | Mondiali        | Oslo           | 130 kg | Bronzo    |       |